# Equality Now
Equality Now ist eine Nichtregierungsorganisation (NGO), die sich für den Schutz und die Förderung der Frauenrechte einsetzt. Sie wurde im Jahr 1992 von Jessica Neuwirth, Navanethem Pillay und Feryal Gharahi gegründet und hat ihren Hauptsitz in New York City.

## Themenschwerpunkte
Die inhaltliche Arbeit von Equality Now ist in die folgenden vier Themenschwerpunkte unterteilt:
- Gleichstellung der Geschlechter
- Bekämpfung der weiblichen Genitalverstümmelung
- Bekämpfung von Sextourismus und Menschenhandel
- Bekämpfung der sexuellen Nötigung von Frauen